# Darkest Hour (banda)
Darkest Hour és una banda estatunidenca de heavy metal de Washington DC formada el 1995. El seu novè àlbum d'estudi, Godless Prophets & the Migrant Flora (2017), va arribar al lloc 42 del Billboard 200, una fita per al grup que va marcar un canvi estilístic en la seva discografia.
El so de la banda ha estat descrit com una barreja de death metal melòdic i metalcore. Darkest Hour ha reconegut la influència del death metal suec de grups com In Flames o At The Gates, i també de Dark Tranquility, Minor Threat, Earth Crisis, Bad Brains, Black Flag, Government Issue, Scream, Entombed, Metallica, Megadeth, Slayer, Anthrax, Iron Maiden, Dream Theater, Carcass, Arch Enemy, Killswitch Engage, Sick of it All, Dead Kennedys, Danzig, Venom, Exodus, Discharge, Cro-Mags, Integrity, Mayhem, Emperor, Testament, Pantera i Cannibal Corpse.

## Discografia

### Àlbums d'estudi
- 2000: The Mark of the Judas (M.I.A. Records)
- 2001: So Sedated, So Secure (Victory Records)
- 2003: Hidden Hands of a Sadist Nation (Victory Records)
- 2005: Undoing Ruin (Victory Records)
- 2007: Deliver Us (Victory Records)
- 2009: The Eternal Return (Victory Records)
- 2011: The Human Romance (Century Media)
- 2014: Darkest Hour (Sumerian Records)
- 2017: Godless Prophets & the Migrant Flora[14]

### Recopilacions
- Archives (2006), A-F Records

### EP
- The Misanthrope (1996), Death Truck Records
- The Prophecy Fulfilled (1999), Art Monk Construction

### Compartits
- w/ Groundzero (1999), East Coast Empire
- Where Heroes Go to Die w/ Dawncore (2001), Join the Team Player
- w/ Set My Path (2004), April 78

### DVD
- Party Scars and Prison Bars: A Thrashography (DVD, 2005)
- Party Scars and Prison Bars Two and a Half: Live - Undoing Ruin (DVD, 2017)